# 托尼·纳什
托尼·纳什（英語：Tony Nash，1936年3月18日—2022年3月17日），英国男子雪车运动员。他曾代表英国参加1964年和1968年冬季奥林匹克运动会雪车比赛，其中1964年冬季奥运会获得男子双人金牌。